# Sockpuppet (internet)

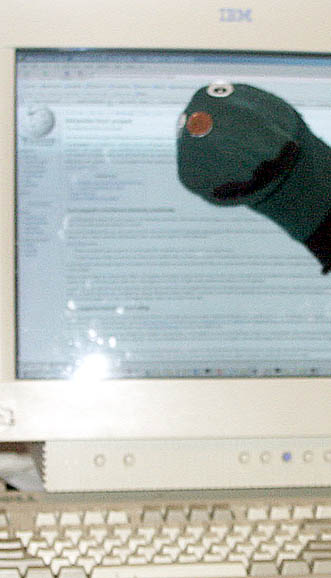
En "sockpuppet" tittar fram.

Sockpuppet, även marionett,  är en falsk profil på ett socialt nätverk som används för ett bedrägligt beteende genom att lura den som interagerar att tro det är en användare som är ny, när personen tidigare interagerat under annat namn, eller en "kändis". Syftet kan vara olika och även rent kriminellt. En person som gör detta kallas för catfish.
Termen catfish myntades i den amerikanske dokumentärfilmen Catfish från 2010. På engelska kan termen sockpuppet beläggas tillbaka till användning på Usenet sedan 1993.

## Sockpuppet i internetromanser
Det är vanligt att romansbedragare inleder sina bluffar via falska konton på sociala medier. Sakta bygger de upp en relation till sitt offer för att till slut be om pengar till flygbiljetter, visum eller något annat. Vid internetromanser kan bedragaren försöka göra sig mer attraktiv eller våga leva ut en sexuell preferens, exempelvis homosexualitet. Att skapa marionettkonton och bedriva catfishing är inte en olaglig handling i sig, men dejtingsajter och sociala nätverk försöker på olika sätt förhindra falska profiler. Ett av de mest omtalade catfish-fallen är när den amerikanska fotbollsspelaren Manti Te'o blev lurad av en catfish 2013.
Ett annat exempel på falska profiler är porrbottar som kontaktar internetanvändare med sexuella förslag för att komma åt pengar eller personlig information.

## Sockpuppet används för brott
Sol-och-vårande är en typ av catfishing där man försöker få en person att bli kär för att senare lura den på pengar.
Även annan kriminalitet än ekonomisk brottslighet kan döljas av falska profiler, till exempel pedofiler som lurar barn att träffa dem genom att utge sig för att vara en jämnårig, eller att personer som vill sprida antisemitism, islamofobi och homofobi, och för att inte bli fälld för hets mot folkgrupp, gör det under annat namn.
Att påstå sig vara en känd person, exempelvis skådespelare, för lura människor på pengar men istället för att ge dem välgörande ändamål ta pengarna själv är bedrägeri. Det kan också ses som förtal eftersom man ger den kända person dåligt rykte.

## Marionetter används i smygmarknadsföring
Ett användningsområde för falska identiteter är smygmarknadsföring. Företag kan använda falska profiler för att sprida reklam på sociala nätverk. Marknadsförare skapar ett eller flera pseudonymkonton, där var och en hävdar att de är entusiastiska supportrar till sponsorns produkt, bok eller ideologi för att få den att verka mer populär än vad den är och locka människor till försäljningssidor för produkter. Detta sätt att göra reklam på är inte olagligt, men anses inte leva upp till god marknadsföringssed och Facebook och andra sociala nätverk försöker få bort detta från sina sidor. The Wikimedia Foundation (WMF) förbjuder redigering av någon som är jävig (exempelvis redigera en sida som handla om en själv eller att företag försöker ändra sidor om sig själv) eller gör det för reklam. Ett flertal gånger har Wikipedia upptäckt och spärrat konton som gjort detta.

## Valfusk
Falska profiler kan användas för att fuska i omröstningar på nätet. Wikipedia själv förbjuder denna typ av fusk.

## Skenmotståndare (politisk strategi)
Av politiska skäl kan falska profiler användas för att misskreditera sina motståndare. Ofta med delvis eller helt falska påstående (fejknyheter) om vad en person sagt, gjort eller har för bakgrund. Strategin kan också användas mot en grupp av människor för att få dem att uppfattas som mindre trovärdiga eller få människor att bli rädda för gruppen, till exempel genom antisemitism eller islamofobi. Exempelvis spreds falska uppgifter att Barack Obama är muslim född utanför USA och att detta skulle gör honom till en säkerhetsrisk i landet.

## Digital kidnappning av barn
Digital kidnappning av barn är en form av catfishing där någon tar bilder av någon annans barn och påstår på sociala nätverk att de är deras egna.

## Lagar om falska profiler
Att ha en falsk profil är inte olagligt men eftersom de stjäl bilder bryter de ofta mot upphovsrättslagstiftning. Om man påstår sig vara en känd person (exempelvis fotomodell eller skådespelare) kan det vara brottslig identitetsstöld och ses förtal om man ger denna person dåligt rykte.

## Granska falska profiler
För att undvika att bli lurad av falska profiler och konton på internet uppmanas internetanvändare att vara försiktiga och granska de konton de interagerar med. Om namnet på kontot inte stämmer överens med namnet som finns i profilens webbadress kan det vara en indikation på att det är en falsk profil som försöker kontakta sitt offer. En annan varningsklocka är om en profil saknar profilbild eller har stulit sin bild från andra användare eller från en bildbank på nätet.  Även alldeles nystartade konton som till stor del saknar historik och som har mycket få följare kan tyda på att det är en falsk profil.
Internetanvändare uppmanas vara vaksamma om de får oväntade vänförfrågningar eller direktmeddelanden från personer de inte känner. Bedragaren bakom den falska profilen är vanligen intresserad av pengar, lösenord, tillgång till personlig information eller vill få offret att klicka på en särskild länk.
Om ett konto har en blå bock efter användarnamnet, är profilen verifierad. Det innebär att kontot har granskats och godkänts av plattformen. En blå bock är en stark signal för att kontot är äkta.